# Фізер Іван Михайлович
Іва́н Фі́зер  (нар. 13 червня 1925, Мирча — пом. 28 серпня 2007) — український літературознавець, перший президент Американської асоціації українознавства. Дійсний член УВАН, закордонний член НАН України.

## Життєпис
Народився 13 червня 1925 року у селі Мирча на Закарпатті. 
Закінчив гімназію в Ужгороді, навчався у Мюнхені й Нью-Йорку (Колумбійський університет). У 1952 році в Колумбійському університеті здобув ступінь магістра, а 1960 року — ступінь доктора.
З 1961 року професор слов'янських мов і літератур в університеті Ратґерс в Нью-Брансвіку, Нью-Джерсі. 
У 1996 році присвоєно звання почесного професора НаУКМА.

## Творчість
Автор праць з естетики і літературної критики, серед них про О. Потебню і Р. Інґардена.
Окремі видання:
- Фізер І. Теоретична студія «Psyehologism and Psychoaesthetics» (Амстердам, 1980).
- Фізер І. Американське літературознавство: Іст.-критич. нарис. –К.: Вид. дім „Києво-Могилянська академія”, 2006. – 108 с.
- Фізер І. Вагомість гуманітарних дисциплін в системі вищої освіти. – К.: Видавничий дім „Києво-Могилян-ська академія ”, 2004. – 21 с.
- Фізер І. Вступна стаття // Координати: Антологія сучасної поезії на Заході. – Мюнхен: Сучасність, 1969. – Т. 1. – 365 с.
- Фізер І. Літопис подій. Виступ на врученні премії фундації Антоновичів // Слово і час. –1991. – № 12. – С. 41-51.
- Фізер І. Михайло Грушевський як літературознавець та історик літератури // Слово: Збірник 3.–Нью-Йорк: ОУП, 1968. – С. 316-330.
- Фізер І. Психолінгвістична теорія літератури Олександра Потебні: Метакритичне дослідження.– К.: Academia, 1993. – 112 с.